# Thelypteris browniana
Thelypteris browniana là một loài thực vật có mạch trong họ Thelypteridaceae. Loài này được Ponce miêu tả khoa học đầu tiên năm 1987.